# Luis Zúñiga Rosas
Luis Andrés Zúñiga Rosas fue un dirigente agrario y político peruano. Fue alcalde provincial de Castilla entre 1987 y 1989 además de ocupar diversos cargos en organizaciones del gremio agrario peruano.
Nació en Aplao, Perú, el 14 de septiembre de 1943 hijo de Andrés Zúñiga Zúñiga y Esther Rosas Vizcardo. Realizó sus estudios primarios y secundarios en la ciudad de Arequipa. Entre 1963 y 1968 cursó estudios superiores de agronomía en la Universidad Técnica del Altiplano titulándose de ingeniero agronómo. Desde entonces se dedicó a la actividad privada de agricultura siendo presidente del Comité de Arroceros del Valle de Majes y de la Junta de Usuarios del Valle de Majes.
Miembro del Partido Aprista Peruano, postuló como candidato a la alcaldía provincial de Castilla en las elecciones de 1983, 1986, 1989, 1993, 1998 y 2014. De todas esas oportunidades sólo obtuvo la representación en 1986 por lo que ocupó el cargo de alcalde entre 1987 y 1989. Asimismo, tentó su elección al Congreso del Perú en las elecciones generales de 1985 como diputado por Arequipa y el 2006 como congresista por el mismo departamento. Finalmente, tentó la presidencia regional de Arequipa en las elecciones regionales del 2010, todas ellas sin éxito.
Fue gestor e impulsor desde CONVEAGRO, de la Carta Verde, el Pacto Agrario Nacional, la campaña “TLC, así no”, y de proyectos de ley sobre asociatividad, así como de defensa de los productores de arroz, palma aceitera, papa, granos andinos, ganaderos lecheros, alpacas, y otros que no son tomados en cuenta en las decisiones sectoriales. Como dirigente agrario, fue presidente de la Federación Agraria de Arequipa - FADA, de la Autoridad Autónoma del Valle de Majes y secretario de la Confederación Nacional Agraria (CNA) además de director de Agrobanco.
Falleció el 9 de julio del 2018 en el Valle de Majes, departamento de Arequipa.